# Jarbas Vasconcelos Filho
Jarbas de Andrade Vasconcelos Filho (Recife, 12 de março de 1991), é um político brasileiro. É deputado estadual de Pernambuco pelo PSB.

## Biografia
Jarbas Vasconcelos Filho ocupa pela primeira vez uma cadeira na câmara estadual. Ele foi eleito em 2022 com 45.331 votos.